# Jannah

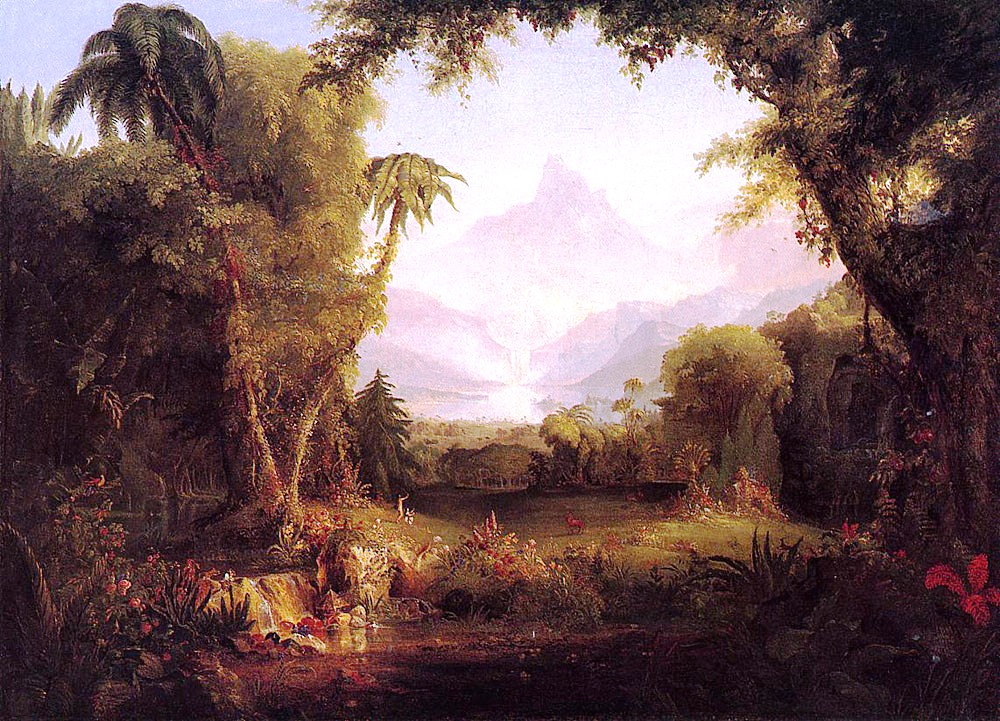
The Garden of Eden, målning av Thomas Cole 1828.

Jannah (arabiska: جنّة, trädgård) är det islamiska konceptet av paradiset och är en belöning som Gud har förberett för de troende.
De avlidna muslimer som är troende och levt rättskaffens träder in i lustgårdar, vattnade av bäckar (Koranen 2:25). I Koranen förekommer även flera andra uttryck för paradis, till exempel Edens lustgårdar där både männen och kvinnorna skall förbli till evig tid i sköna boningar (9:72). Ursprungligen torde dessa olika benämningar på paradiset ha avsett samma sak, men de islamiska teologerna menar att de är namn på olika stadier av salighet hos paradisets invånare. Dessa stadier anses vara åtta till antalet.
Muhammed tänker sig paradiset förlagt på en sval bergshöjd. Där sorlar en levande källa och runt omkring den finns mjuka länstolar på brokiga mattor. Här sitter de saliga, klädda i gröna atlasdräkter med silverspännen, och dricker dels källans vatten blandat med dyrbara, doftande vätskor, dels vin ur krus förseglade med mysk. Platsen är omgiven av träd som skänker dem såväl skugga som druvor och andra frukter för att stilla sin hunger med. Paradisets invånare vilar på sköna divaner omgivna av evigt unga jungfrur, huri, och gossar/ynglingar. 
Koranen nämner även att paradisets invånare kommer att få vad de än önskar. Åt kvinnorna, som också har möjlighet att komma till paradiset, utlovar den islamiske profeten Muhammed frihet från hat och avund. De ska också få ägna sig åt fromma samtal och glädjas över att bli hälsade av Gud (Allah).